# Cómo entrenar a tu dragón (película)
Cómo entrenar a tu dragón (en inglés How to Train Your Dragon) es una película de animación 3D estadounidense de 2010, basada libremente en la serie de libros del mismo nombre de la autora británica Cressida Cowell. El filme cuenta con las voces de Jay Baruchel, Gerard Butler, America Ferrera, Christopher Mintz-Plasse y Craig Ferguson. La cinta se estrenó el 26 de marzo de 2010 y se trata de la decimonovena película de los estudios Dreamworks Animation.

## Argumento
La historia se desarrolla en el año 1010 en la isla ficticia de Berk ("Mema", en España), la cual se ve atacada constantemente por dragones que se llevan los alimentos y las ovejas de sus habitantes. Hipo Horrendo Abadejo III es un joven vikingo que no tiene la misma fuerza y destreza que sus compañeros, por lo que nadie lo toma en serio pese a ser el hijo de Estoico el Vasto, el jefe de la isla.
Los habitantes de Berk admiran a los cazadores de grandes dragones, por lo que Hipo busca desesperadamente convertirse en uno para ganarse el respeto de todos. Sin embargo, su padre, no quiere que participe en las batallas por su falta de fuerza, y además, de que cada vez, que el sale según el "se desata el desastre", haciendo notar la gran torpeza de su hijo y en el fondo se sienta avergonzado por tener un hijo con tan pocas habilidades matando dragones.
Durante uno de los ataques, Hipo consigue derribar con un cañón lanza demoledoras y redes a un Furia Nocturna, una raza de dragón negro tan rara como temida. Le cuenta su hazaña a Estoico pero ni él ni nadie en la aldea le cree. Intentando conseguir pruebas, Hipo va al bosque y se encuentra al dragón atado e indefenso. Se prepara para matarlo, pero luego de ver sus ojos siente empatía por el además de identificarse con él debido a que el dragón estaba vulnerable y no solo es capaz de hacerlo, sino que en su lugar lo libera. El dragón, tras ser soltado de sus ataduras, le salta encima a Hipo, pero al final solo le ruge fuertemente, le perdona la vida y se va, pero con grandes dificultades para volar.
Más tarde, Estoico y Bocón tienen una discusión que termina en la decisión de que Hipo sea inscrito en el entrenamiento de lucha contra los dragones con los demás chicos de su pueblo, entre los que está Astrid Hofferson, la chica que siempre le ha gustado; sin embargo, él ha decidido en secreto que no quiere matar dragones. Mientras tanto, Estoico se va con una partida de búsqueda para encontrar el nido de los dragones con el fin de acabar con ellos y terminar la guerra.
Después de que Bocón (el herrero del pueblo y entrenador de todos los reclutas) afirme que los dragones siempre "atacan para matar", Hipo vuelve al bosque y encuentra al dragón negro atrapado en un valle, pues ha perdido la mitad de su cola y por consiguiente no puede volar bien. Poco a poco, trata de ganarse su confianza e intenta tocarlo, pero el dragón no se deja hasta que en una tarde mientras dormía colgado en un árbol, ve a Hipo dibujándolo, y el dragón hace lo mismo con Hipo, aunque el dibujo no se parecía a nada como mínimo un espagueti. Recorriendo los trazos, Hipo pisaba las líneas del dibujo y el dragón se enfurecía, pero cuando lo levantaba se calmaba, así Hipo, viendo su juego, se sale evitando las líneas llegando hacia el dragón y de nuevo intenta tocarlo. Por un momento, el dragón le gruñe, pero Hipo da un último intento de tocarlo desviando la vista, así, el dragón se deja tocar por fin y finalmente los dos se hacen amigos y después Hipo sonríe y el dragón lo imita y se da cuenta de que tiene dientes retráctiles lo llama "Toothless" ("Desdentao" en España; "Chimuelo" en Hispanoamérica).
Para ayudar a Toothless a volar de nuevo, Hipo le construye una cola artificial a modo de prótesis ortopédica y un arnés de control. Durante sus vuelos con Toothless, Hipo tiene la oportunidad de conocer mejor a los dragones y descubrir una serie de trucos para tranquilizarlos y ganarse su confianza; esto le permite progresar mucho en el entrenamiento para asombro de sus compañeros y celos de Astrid.
Estoico y sus hombres regresan a la isla, cansados y con los barcos destrozados, tras fracasar en su misión. Sin embargo, el jefe vikingo se sorprende gratamente cuando todos lo felicitan por los progresos de Hipo. Pensando que por fin podrá sentirse orgulloso de su hijo, Estoico le regala a Hipo un casco forjado con parte de la coraza de su "difunta" madre.
Llena de envidia al ver que Hipo se gana el derecho de matar a un dragón por ser el mejor alumno, Astrid lo sigue al bosque y descubre la amistad entre ambos, Astrid intenta regresar a Berk para advertirle a los demás, pero los dos la detienen y logran convencerla de que les guarde el secreto. Astrid empieza a comprender el vínculo que une a Hipo y a Toothless y al mismo tiempo a sentirse atraída por su compañero. 
Al saber por boca de Astrid de la prueba a la que debe enfrentarse Hipo, Toothless conduce a ambos al nido de los dragones, un enorme volcán oculto entre la niebla. Allí, Hipo y Astrid descubren que los dragones no roban comida para sí mismos, sino para alimentar a un dragón gigantesco llamado ''Red Death'' (conocido como la "Muerte Verde" en los libros y la "Muerte Roja" en Hispanoamérica o "Sintecho" en la versión española) que vive en el volcán y es un devorador de dragones pequeños si no le dan de comer lo suficiente, tras huir de ahí, Astrid ahora ve lo que está pasando: el dragón gigante es el líder de los dragones y los controla para obligarlos a hacer lo que él quiera. Astrid quiere buscar a Estoico pero Hipo la detiene porque si se lo dicen descubrirían a Toothless. Astrid se queja de eso porque ahora han descubierto el nido de los dragones, lo que los vikingos buscaban desde que llegaron y le reprocha que ahora él quiere guardar el secreto solo para proteger a su dragón, a lo que Hipo le contesta que sí. Así que Astrid le pregunta sobre que harán entonces, e Hipo dice que le de tiempo hasta mañana para encontrar alguna solución para detener la guerra con los dragones. Astrid respeta su decisión, sin embargo en un momento lo golpea por raptarla pero luego le da un beso por según ella por "todo lo demás" y se va.
Al día siguiente se celebra la prueba, en la cual Hipo intenta enseñar a todos que los dragones no son tan malos como parecen. Hipo logra tranquilizar con éxito al dragón, de la raza Pesadilla Monstruosa, totalmente desarmado y logra tranquilizarlo con éxito, pero Estoico furioso al ver a Hipo intentando entrenar al dragón golpea la reja con un martillo asustando al dragón, que ataca al joven como defensa. Toothless oye los gritos de socorro de su amigo y va en su ayuda, y al final consigue derrotar a la Pesadilla Monstruosa; pero los vikingos, incluyendo Estoico, atacan a Toothless y éste al ver a Estoico como una amenaza para Hipo comienza a atacarlo, derribándolo y preparándose para matarlo con una bola de plasma, cuando Hipo le grita que no lo haga, logrando que Toothless se detenga y baje la guardia lo suficiente, momento que los vikingos aprovechan para atraparlo. Hipo trata de detenerlos pero es detenido por Astrid. Estoico tiene la oportunidad de matarlo pero decide mejor ponerlo con los otros dragones.
Enfurecido por considerar a su propio hijo como un ignorante, Estoico odia a Hipo, quien revela por accidente que ha estado en el nido. Al saber esto, Estoico decide utilizar a Toothless para llegar al nido, sin escuchar las advertencias de su hijo sobre el gran peligro que hay allí pero no sin antes decirle a Hipo que él ha escogido su bando con los dragones, que no es un vikingo y tampoco su hijo. Los vikingos parten en sus barcos, con Toothless encadenado. 
Hipo queda sumido en la desesperación por no haber matado al dragón antes, en eso, Astrid afirma que los demás lo hubieran hecho y ahí pregunta porqué él no lo hizo, Hipo le dice que no quiso matarlo porque el dragón se veía tan asustado como él y cuando lo vio, se vio a sí mismo también, por lo que decide rescatar a su dragón y salvar a los demás vikingos, pide ayuda a Astrid y a sus otros compañeros y decide utilizar los dragones del entrenamiento para volar hacía el nido a ayudar a su tribu.
Cuando los vikingos atacan el nido, despiertan la ira de Red Death, que pone en fuga a todos los dragones. El gran dragón incendia todos los barcos, incluido aquel en el que está encadenado Toothless. Cuando llegan Hipo y los demás, el primero va a liberar a Toothless mientras los otros tratan de distraer a Red Death. El barco se hunde con Toothless aún encadenado; justo cuando ambos están a punto de ahogarse, Estoico los salva. El jefe vikingo se disculpa y afirma que está orgulloso de su hijo antes de que éste se una a la lucha.
Durante la batalla aérea, las llamas de Toothless no parecen afectar a Red Death que persigue a Hipo y a su dragón. En un cambio de estrategia, Toothless exhala llamas contra las alas del gran dragón, pero Red Death empieza a incendiar todo el cielo, con lo que la cola artificial de Toothless se empieza a quemar. A toda velocidad, Toothless logra lanzar una llama al interior de la garganta del gran dragón, que empieza a arder por dentro y acaba cayendo al vacío con una gran explosión. 
Sin embargo, al mismo tiempo que termina de quemarse la cola artificial de Toothless, Hipo y Toothless son golpeados por la gran cola de la Red Death. Hipo cae al vacío, directo a la explosión, pero Toothless hace un último esfuerzo y se sumerge en las llamas del cuerpo de Red Death para rescatarlo. 
Cuando se disipa el humo de la explosión, Estoico solo encuentra a Toothless derribado y con la montura y cola ortopédica consumidas por las llamas y sin rastro de Hipo, lo que llena de dolor al jefe vikingo que empieza a lamentarse. Pero el dragón recupera la consciencia y aparta una de sus alas para revelar que ha conseguido salvar a Hipo. 
Algunos días después, Hipo despierta en su casa y se sorprende enormemente al descubrir a Toothless a su lado, además de comprobar que ha perdido el pie izquierdo en la explosión y que Bocón le ha puesto una prótesis. Pero su estupor es aún mayor cuando sale de su casa y descubre todo el pueblo lleno de dragones y a sus amigos montando en ellos. Todos lo reciben como un héroe y Astrid lo golpea en el brazo por asustarla y lo besa en los labios. El joven recibe otro regalo: una nueva cola para Toothless hecha de cuero rojo y con la cara de un dragón pintada en blanco. 
Hipo y Toothless se lanzan a volar seguidos por sus compañeros sobre sus dragones por los cielos de la isla de Berk en un nuevo comienzo para ambos mundos.

## Diferencias de la película con el libro
- En el libro original, Hipo no traba amistad con ningún dragón herido, pero sí entabla una extraña amistad con el dragón que consigue del criadero de dragones. En la película Hipo se hace amigo de un dragón herido.
- En el libro Hipo es un niño de 10 años, mientras en la película es un adolescente de 15 años.
- En el libro, Hipo es pelirrojo, mientras que en la película su cabello es castaño rojizo.
- En el libro, cada uno de los vikingos debe entrenar a un dragón, y para ello deben robarlos cuando son pequeños del criadero. En la película todos los vikingos odian a los dragones e intentan matarlos.
- En el libro Hipo tiene una madre de nombre Valhallarama. En la película, la madre de Hipo no aparece (aunque se da la explicación de que se perdió).
- En el libro describen a los dragones como criaturas pequeñas, que como mucho alcanzan el tamaño de un leopardo. En la película se aprecian dragones de unos 15 metros o más.
- En el libro hay tres dragones de tamaño colosal, llamados Muerte Verde, Muerte Azul (asesinado por el primero) y Muerte Púrpura. En la película aparece solo uno llamado Muerte Roja (El cual está basado en la Muerte Verde).
- Diversos nombres cambian para la versión hispanoamericana respecto al libro traducido al español, editado en España.
- En el libro no existe Astrid, ni los gemelos Tuffnut y Ruffnut, tampoco aparece el Cremallerus Espantosus, el Furia Nocturna, Terror Terrible ni Nadder, aunque a este último se le menciona.
- En la película, Astrid es una versión de Kamicazi (en el libro) porque tienen el mismo carácter, su dragón es del mismo nombre y es una amiga muy cercana de Hipo.
- En el libro Patapez es delgado, usa lentes y es un amigo cercano a Hipo, en la película su apariencia física es distinta y no es muy cercano a Hipo.
- En la película nadie habla con los dragones, en cambio en el libro Hipo puede hablar con ellos porque es el único que sabe la lengua de los dragones, llamada dragonés.

## Producción

### Desarrollo
En el desarrollo inicial, la trama seguía de cerca la novela original, pero luego la historia fue modificada. Cerca de la mitad de la producción, Chris Sanders y Dean DeBlois, los escritores y directores de Lilo & Stitch, de Disney, asumieron el rol de codirectores del proyecto. La trama original era "excesivamente fiel al libro", pero fue considerada como orientada a una público demasiado joven y demasiado "dulce" y "caprichoso", de acuerdo con Baruchel. En la novela, el dragón de Hipo, Toothless, es increíblemente pequeño para ser un dragón. En la película, Toothless es un Furia Nocturna, el más raro de todos los dragones, y es lo suficientemente grande como para que Hipo y Astrid puedan montarlo y volar juntos.
Los realizadores contrataron al cinematógrafo Roger Deakins (conocido por colaborar con frecuencia con los hermanos Coen) como consultor visual para ayudarlos con la iluminación y la apariencia general de la película, y para "añadir una sensación de acción en vivo".

## Banda sonora
La banda sonora fue lanzada por el estudio Dreamworks el 23 de marzo de 2010. El resultado fue recibido con buenas críticas en su gran mayoría.
Todas las canciones fueron escritas y compuestas por John Powell, excepto donde se indica lo contrario.
La versión japonesa utiliza una canción de J-pop titulada "Emerald" escrita por Becky (personalidad de televisión).
| How to Train Your Dragonː Music From the Motion Picture |                                      |          |  |
| N.º                                                     | Título                               | Duración |  |
| 1.                                                      | «This Is Berk»                       |          |  |
| 2.                                                      | «Where No one goes»                  |          |  |
| 3.                                                      | «The Downed Dragon»                  |          |  |
| 4.                                                      | «Dragon Training»                    |          |  |
| 5.                                                      | «Wounded»                            |          |  |
| 6.                                                      | «The Dragon Book»                    |          |  |
| 7.                                                      | «Focus, Hiccup!»                     |          |  |
| 8.                                                      | «Forbidden Friendship»               |          |  |
| 9.                                                      | «New Tail»                           |          |  |
| 10.                                                     | «See You Tomorrow»                   |          |  |
| 11.                                                     | «Test Drive»                         |          |  |
| 12.                                                     | «Not So Fireproof»                   |          |  |
| 13.                                                     | «This Time for Sure»                 |          |  |
| 14.                                                     | «Astrid Goes for a Spin»             |          |  |
| 15.                                                     | «Romantic Flight»                    |          |  |
| 16.                                                     | «Dragon's Den»                       |          |  |
| 17.                                                     | «The Cove»                           |          |  |
| 18.                                                     | «The Kill Ring»                      |          |  |
| 19.                                                     | «Ready the Ships»                    |          |  |
| 20.                                                     | «Battling the Green Death»           |          |  |
| 21.                                                     | «Counter Attack»                     |          |  |
| 22.                                                     | «Where's Hiccup?»                    |          |  |
| 23.                                                     | «Coming Back Around»                 |          |  |
| 24.                                                     | «Sticks & Stones» (Canción de Jónsi) |          |  |
| 25.                                                     | «The Vikings Have Their Tea»         |          |  |

## Publicidad
El primer tráiler fue mostrado en presentaciones de A Christmas Carol, el 6 de noviembre de 2009. Un segundo tráiler de 105 segundos fue presentado con Avatar el 18 de diciembre de 2009. Un tercer tráiler fue mostrado antes de Alicia en el país de las maravillas el 5 de marzo de 2010, tres semanas antes del lanzamiento de la película. Un preestreno llevó a un analista financiero a prever que la película sería un gran impulso para el estudio debido a un fuerte plan de marketing, las oportunidades de merchandising y el potencial de secuelas. La película fue promocionada fuertemente en la Olimpíadas de Invierno de 2010, antes de su fecha de estreno del 26 de marzo de 2010.

## Voces de los personajes
| Personaje    | Voz original             | Doblaje España   | Doblaje Hispanoamérica |
| ------------ | ------------------------ | ---------------- | ---------------------- |
| Hipo         | Jay Baruchel             | Álvaro De Juan   | Eleazar Gómez          |
| Estoico      | Gerard Butler            | José Luis Angulo | Idzi Dutkiewicz        |
| Astrid       | America Ferrera          | Laura Pastor     | Leyla Rangel           |
| Bocón        | Craig Ferguson           | Julio Lorenzo    | Héctor Lee             |
| Patán Mocoso | Jonah Hill               | Adrián Viador    | Héctor Emmanuel Gómez  |
| Patapez      | Christopher Mintz-Plasse | Germán Mozo      | Ricardo Bautista       |
| Brutacio     | T.J Miller               | Raúl Rojo        | Carlo Vázquez          |
| Brutilda     | Kristen Wiig             | Andrea Rius      | Gaby Ugarte            |

## Distribución
Como entrenar a tu dragón tuvo su estreno en los Estados Unidos el 21 de marzo de 2010 en el Anfiteatro Gibson en Universal City, California, y se estrenó en salas comerciales el 26 de marzo de 2010. Inicialmente, su estreno estaba planeado para el 20 de noviembre de 2009. Sin embargo, se retrasó hasta 2010 debido a la competencia con películas familiares estrenadas en esas fechas.

### La competencia por las pantallas 3D
En febrero de 2010, según informes de información privilegiada, el CEO de DreamWorks, Jeffrey Katzenberg, protestó ante la decisión de Warner Bros. de convertir la cinta Furia de titanes de 2D a 3D y, luego, lanzarla una semana después de Cómo entrenar a tu dragón. La periodista de entretenimiento Kim Masters describió el calendario de lanzamientos en 3D alrededor de marzo de 2010 como un "embotellamiento", y especuló que la falta de disponibilidad de pantallas 3D podría perjudicar las perspectivas de Katzenberg, a pesar de su apoyo al formato 3D.
En marzo de 2010, los ejecutivos de la industria acusaron a Paramount de ejercer gran presión para obligar a los cines a poner en pantalla Cómo entrenar a tu dragón en lugar de los lanzamientos en 3D de la competencia, Furia de titanes y Alicia en el país de las maravillas, esta última de Disney. Dado que gran parte de los multicines tenían una sola pantalla 3D, no podían brindar más de una presentación 3D a la vez.

### Taquilla
Cómo entrenar a tu dragón encabezó la taquilla estadounidense con una recaudación de 43.7 millones de dólares tras su primer fin de semana de lanzamiento. Los analistas de taquilla consideraron que fue una decepción, comparándola con su predecesora, Monsters vs Aliens. Sin embargo, la película se benefició del boca a boca, lo cual hizo que su comportamiento en taquilla a lo largo de las siguientes semanas fuera mucho mejor. Solo tuvo un descenso del 14.3% en su tercera semana, quedando en el tercer puesto. Lo sorprendente es que la semana siguiente consiguiera quedar en el segundo puesto, y en la quinta volvió a alzarse en primer lugar, algo muy poco frecuente en la taquilla actual. La película recaudó 217.581.231 dólares en Estados Unidos y en Canadá y 277.297.528 dólares en el extranjero, para un total de 494.878.759 dólares en todo el mundo. Cómo entrenar a tu dragón es la película más taquillera de DreamWorks Animation en la taquilla estadounidense y canadiense, por detrás de Shrek. Además, es la tercera película más taquillera de animación de 2010, por detrás de Toy Story 3 con 1.063.171.911 dólares, y de Shrek Forever After, con 752.600.867 dólares.

### Recepción de la crítica
Cómo entrenar a tu dragón recibió excelentes críticas por parte de la crítica y de la audiencia. En el portal de internet especializado Rotten Tomatoes, la película posee una aprobación de 99%, basada en 150 reseñas, con una puntuación de 7.8 sobre 10, por parte de la crítica. Entre los críticos Top Rotten Tomatoes, que consiste en la crítica popular y notable de los principales periódicos, sitios web, programas de televisión y radio, la película mantiene un nivel de aprobación del 93%, basado en 27 reseñas. Su consenso dice: "Con deslumbrante animación, una secuencia de comandos con profundidad dramática sorprendente, emocionante y secuencias en 3-D, Cómo entrenar a tu dragón se alza por encima del resto". De parte de la audiencia tiene una aprobación de 90%.
La página web Metacritic le ha dado a la película una puntuación de 74 de 100, basada en 33 reseñas, indicando "reseñas generalmente positivas". Las audiencias de CinemaScore le han dado una puntuación de "A" en una escala de A+ a F, mientras que en el sitio IMDb los usuarios le han dado una puntuación de 8.2/10, sobre la base de más de 490.000 votos.
Roger Ebert, del Chicago Sun-Times, le dio 3 estrellas de 4, afirmando que: "Se dedica una gran cantidad de tiempo a las batallas aéreas entre dragones domesticados y los malos, y no mucho al carácter o desarrollo de la historia. Pero es brillante, bien parecida, y tiene mucha energía". Claudia Puig, de USA Today, dio a la cinta 3.5 de 4 estrellas, diciendo: "Es una saga apasionante de acción y aventura con la animación estimulante en 3-D, una comedia inteligente con diálogos ingeniosos, un cuento sobre la entrada a la edad adulta con una profundidad sorprendente y una conmovedora y dulce historia de amistad entre el hombre y los animales". El crítico de cine Peter Travers, de Rolling Stones, alabó la película, dándole 3 de 4 estrellas, y en su crítica escribió: "[la película] hace milagros suficientes de animación en 3-D para encantarnos y dejarnos con la boca abierta."
Mark Sells, de The Herald Oregon, dio a la película 3 de 5 estrellas, concluyendo que era "un estimulante visualmente, pero sin consecuencias profundas cómo 'historia'". Roger Moore, de The Orlando Sentinel, dio a la película 2 ½ estrellas de 4. Kyle Smith, de The New York Post, dio a la película 2 de 4 estrellas y la calificó como "Avatar para tontos". AO Scott, de At The Movies, dijo que: "los personajes y la historia no fueron los puntos fuertes, pero amé la fotografía (...) Asombra y emociona; vale el precio de la entrada, así que vayan a verla". La crítica de cine del Village Voice Ella Taylor describió la cinta como un cuento de "animación adecuada, pero mediocre". James Berardinelli, crítico de cine en ReelViews, elogió la película y su historia, dándole 3.5 de 4 estrellas, y escribió: "técnicamente competente y con un ingenioso guion inteligente, sorprendentemente perspicaz, Cómo entrenar a tu dragón se aproxima al nivel de producción reciente de Pixar, mientras que fácilmente supera a lo que Dreamworks ha estrenado durante los últimos nueve años". Por su parte, el crítico de cine Owen Gleiberman, de Entertainment Weekly, elogió la película dándole un A- y escribió: "Cómo entrenar a tu dragón se despierta de la manera convencional, pero también es una rara película de animación que utiliza el 3-D para impresionantes posibilidades de uso del espacio y las emociones".

## Secuela
En 2010 se dio a conocer que una secuela de la película se preparaba para junio de 2014. El 12 de julio de 2013 se reveló el primer tráiler de esta segunda entrega. La película cuenta con el elenco de la primera entrega (Jay Baruchel, America Ferrera, Jonah Hill, Christopher Mintz-Plasse, T.J. Miller y Kristen Wiig representando sus mismos papeles).
El 24 de junio, DreamWorks dio algunos detalles de la trama:

"El segundo emocionante capítulo de la épica trilogía de Cómo entrenar a tu Dragón trae de vuelta el fantástico mundo de Hipo y Toothless cinco años después. Mientras Astrid, Patán y el resto de la banda se retan los unos a los otros a carreras de dragones (el nuevo deporte favorito de la isla), el par inseparable ahora viaja a través de los cielos, trazando territorios desconocidos y explorando nuevos mundos."

Cómo entrenar a tu dragón 2 se estrenó en Estados Unidos el 13 de junio de 2014.
En septiembre de 2014, DreamWorks Animation anunció que la tercera entrega, Cómo entrenar a tu dragón 3 llegaría a los cines el 9 de junio de 2017. Sin embargo, en enero de 2015 luego de anunciar el recorte de cerca de 500 empleados, se cambió la fecha de estreno para el 29 de junio de 2018. Finalmente, el estreno se pasó para el 30 de noviembre de 2018.
A diferencia de la primera película, que fue distribuida por Paramount Pictures, la segunda parte fue distribuida por 20th Century Fox.

## Serie televisiva
El argumento de la serie televisiva muestra los acontecimientos entre la primera película y su secuela de 2014. La serie fue emitida a través de Cartoon Network y Netflix.